# 聖勞倫斯大教堂 (鹿特丹)
聖勞倫斯大教堂（荷蘭語：Grote of Sint-Laurenskerk）是位於荷蘭第二大城鹿特丹的一座基督教新教的教堂。

## 歷史
聖勞倫斯大教堂興建於1449至1525年，是鹿特丹僅存的一座中世紀建築。1621 年，塔樓增加了一個木製尖頂，由亨德里克·德·凱澤設計。由於木材品質差，尖頂於1645年被拆除，1655 年，塔樓再次被建造起來。聖勞倫斯大教堂也是鹿特丹第一座全石質建築。許多重要事件都在這裡發生。聖勞倫斯大教堂的最後一位天主教會神父是胡伯特斯·杜伊弗伊斯（Hubertus Duifhuis）。
宗教改革後，聖勞倫斯大教堂成為新教教堂。1940年5月14日鹿特丹閃電戰中，教堂建築遭到嚴重損壞，僅剩塔樓和牆壁倖存。起初有人呼籲拆除教堂斷垣殘壁，但時任元首威廉明娜女王反對，臨時國家古蹟委員會中既有支持修復的人，也有反對修復的人。委員會成員兼建築師 Jacobus Johannes Pieter Oud 在 1950 年反對重建，並提出了僅保留塔樓的替代計劃，立紀念碑，並在旁建造一座較小的教堂。然而這個替代方案被否決了，特別是因為修復聖勞倫斯大教堂被視為鹿特丹城市復原力的象徵。1952年，朱麗安娜女王為修復工程奠基，修復工程於1968年完工。

## 圖片輯

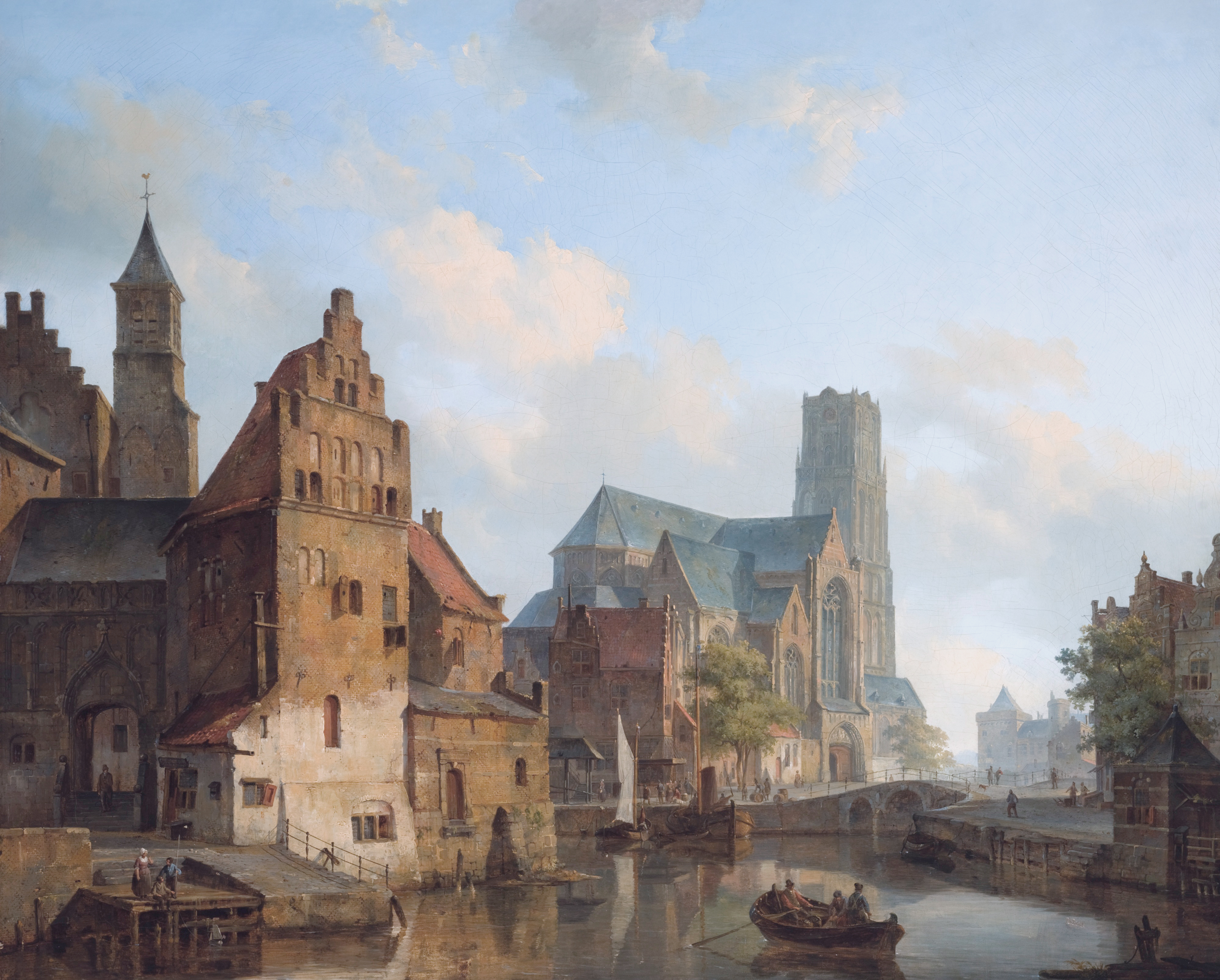
聖勞倫斯大教堂附近景象圖畫（1621–1645 ）
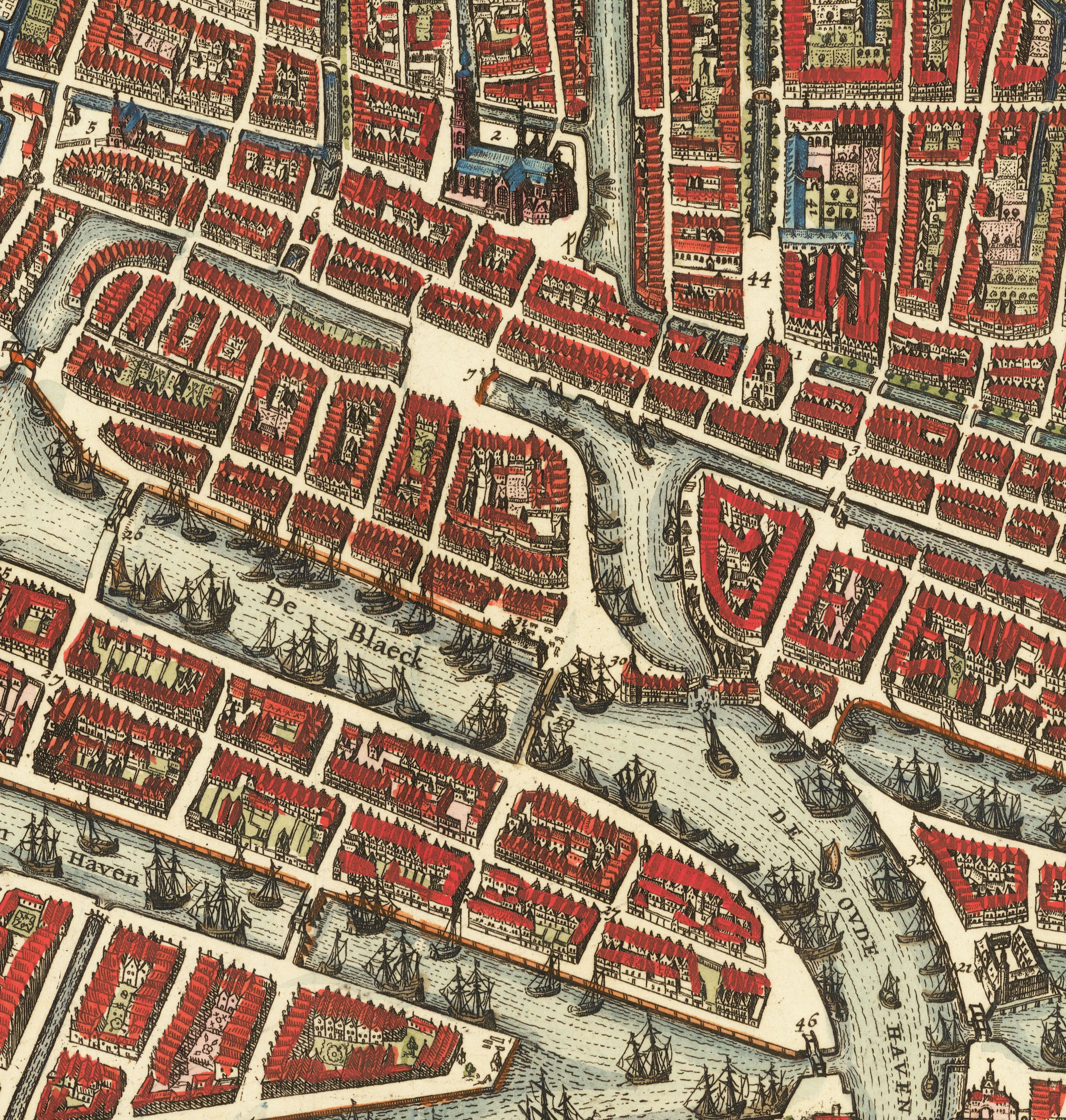
聖勞倫斯大教堂在地圖位置（1690年）
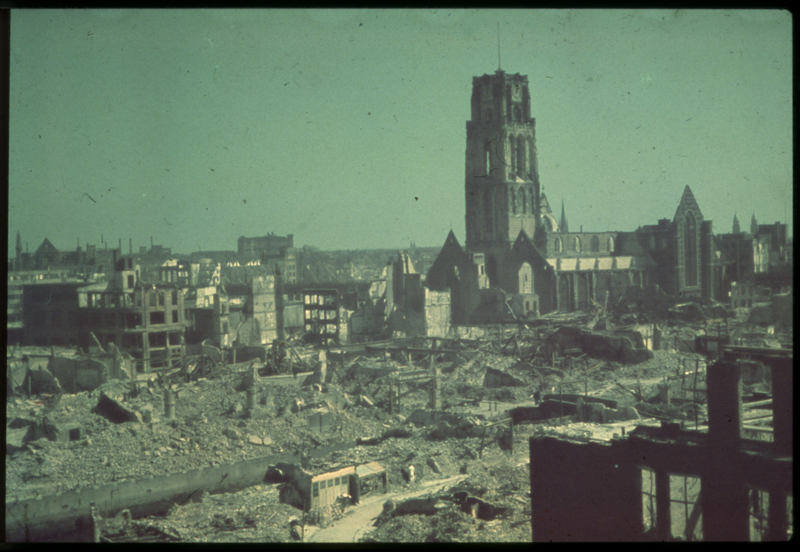
1940年德軍轟炸後的鹿特丹市中心與聖勞倫斯大教堂
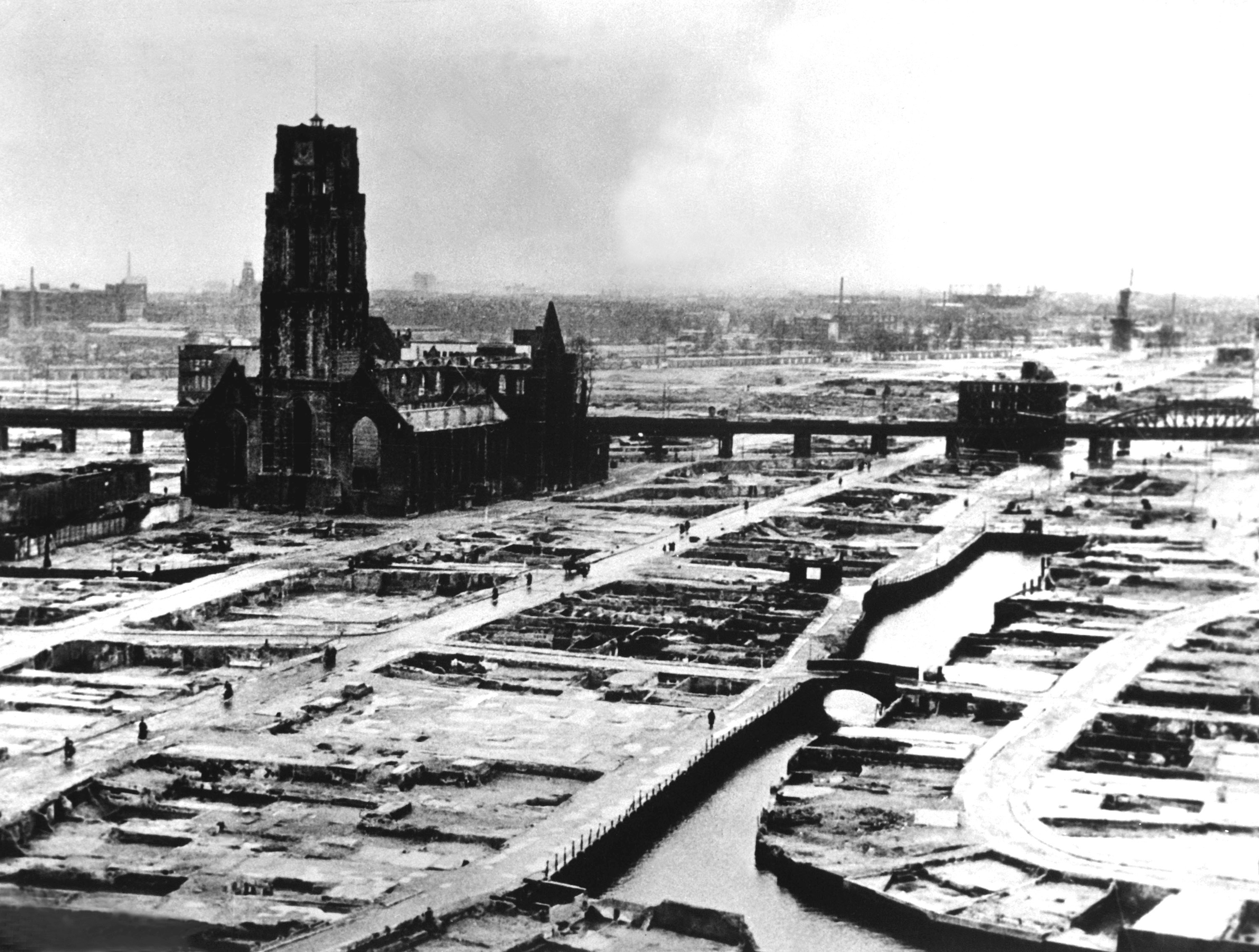
第二次世界大戰中被轟炸的鹿特丹，斷壁殘垣中僅剩聖勞倫斯大教堂矗立
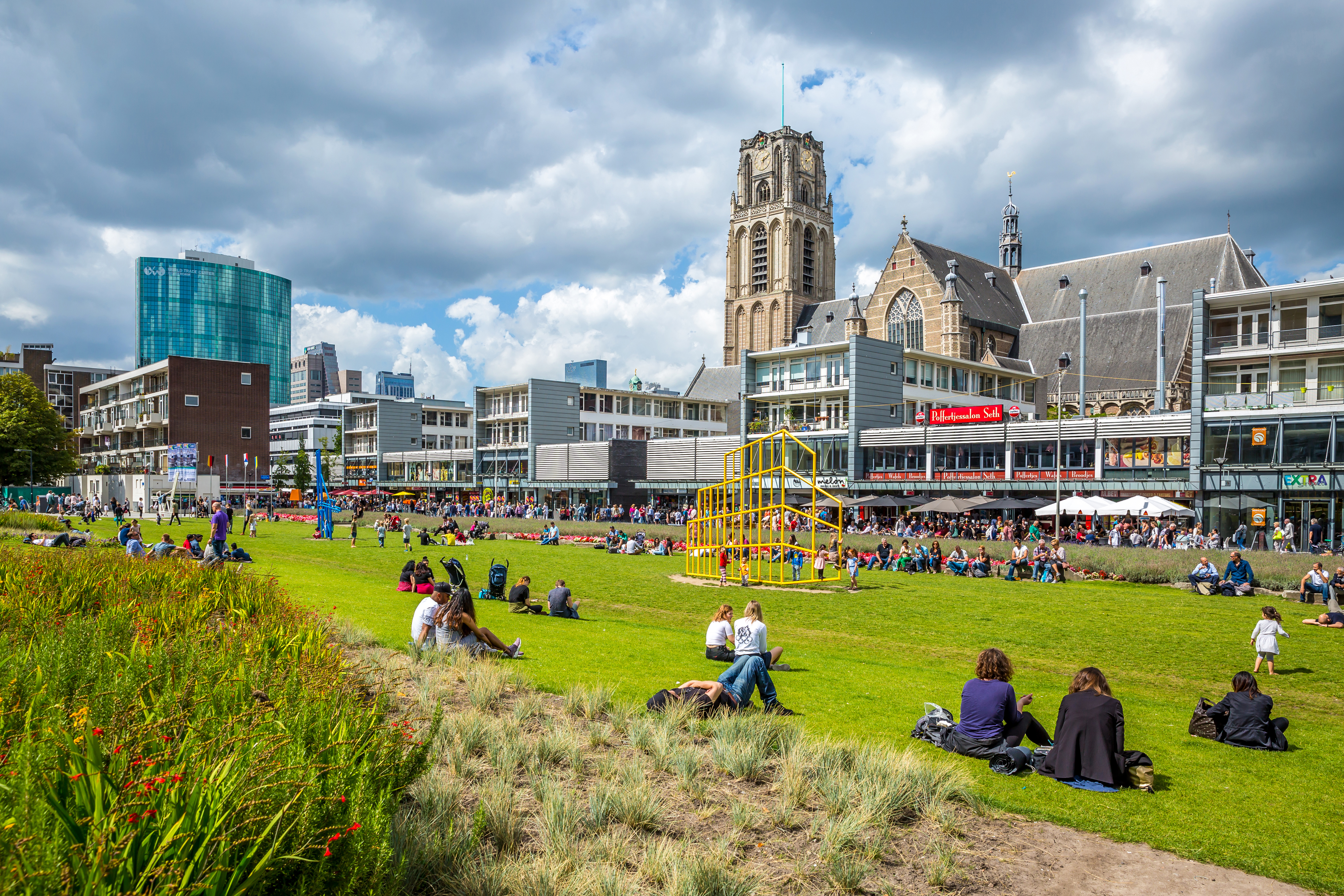
2016年聖勞倫斯大教堂及其周邊地區
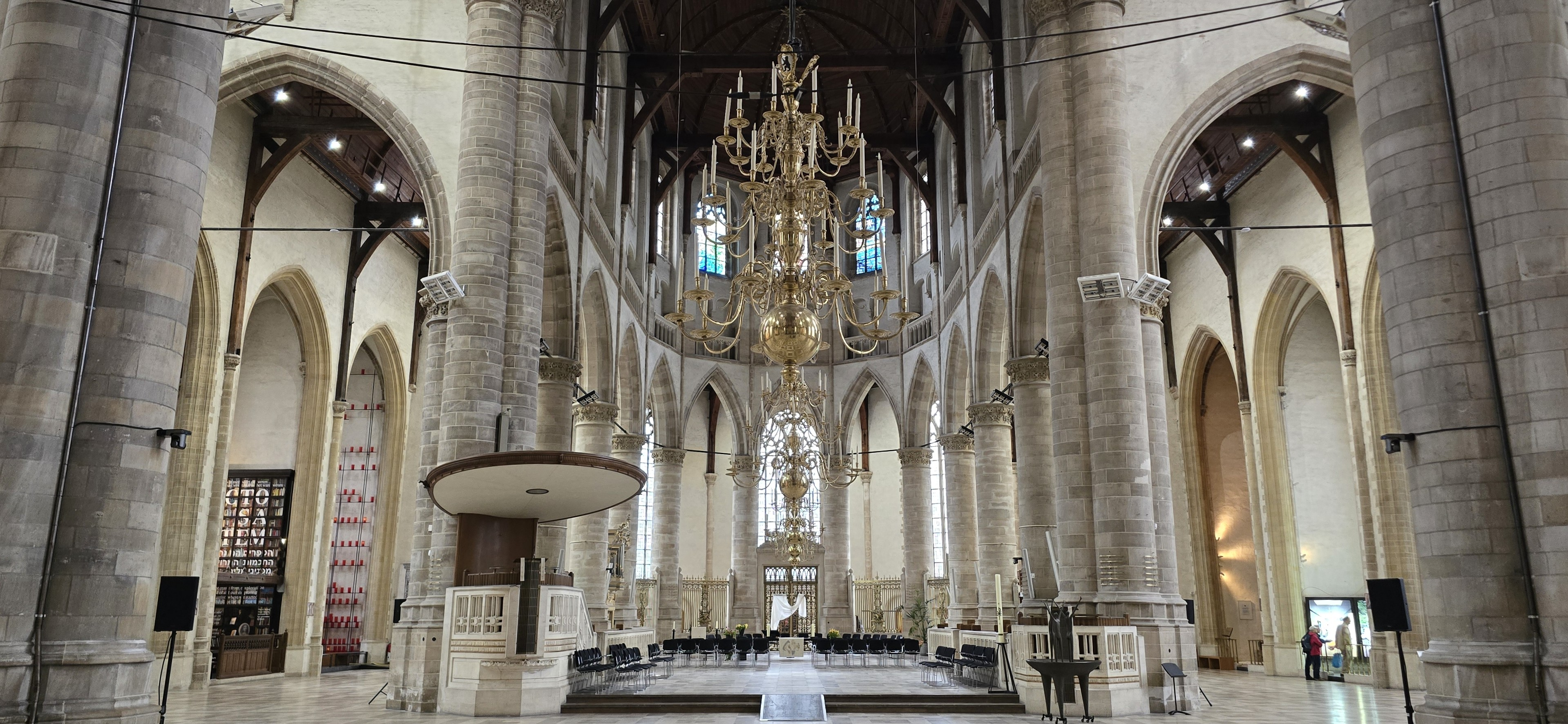
教堂內部景觀

## 外部連結
- （荷兰文） Laurenskerk Rotterdam （页面存档备份，存于）, official website
- （荷兰文） Laurenspastoraat （页面存档备份，存于）, pastoral of the church

1. ↑  Helen Hill Miller. . National Geographic. October 1960, 118 (4): 526–553.